# Историја Народне Републике Кине
Историја Народне Републике Кине се односи на историју копнене Кине након што су кинески комунисти под водством Мао Цедунга, остваривши победу над националистима у грађанском рату прогласили Народну Републику Кину чиме је де факто престала да постоји дотадашња Република Кина, чији су остаци до данас наставили да функционишу на Тајвану.
Корени Народне Републике могу се пратити од доба Кинеске Совјетске Републике која је проглашена 1931. године у Јучину, Ђанси, уз подршку Свесавезне комунистичке партије у Совјетском Савезу усред грађанског рата против националистичке владе да би се распустила 1937. године.
Акумулација богатства је у последња два деценије НР Кину учинила једном од водећих индустријских сила света. Од почетка 21. века НР Кина се почиње све више сматрати и политичком силом са амбицијама да истисне САД са места глобалног хегемона.

## Ера Мао Цедунга
Иако је проглашење нове државе симболички означило крај грађанског рата, непријатељства су настављена и сљедеће године када су комунисти заузели Хајнан и још неколико острва; отада, међутим, није било већих војних операција, осим повремених артиљеријских двобоја и поморских блокада, које ће углавном престати до краја 1950-их. Непријатељства никада нису формално окончана никаквим споразумом, а што је довело до комплицковане међународноправне ситуације познате као Две Кине. Тајван се дан-данас сматра настављачем Републике Кине и претендује на данашње територије НР Кине (и Монголије); НР Кина га, пак, сматра "одметнутом провинцијом", коју има право вратити под своју власт, ако је потребно, и војном силом. Две државе су, међутим, кроз неколико деценија постигле својеврсни модус вивенди и успоставиле економску сарадњу, с тиме да је обема декларативни циљ поновно и мирно уједињење.
У копненој Кини је комунистичка власт на међународом плану додатно консолидована када је у октобру 1950. заузет Тибет (где ће девет година касније избити кратки антикинески устанак) као и релативно успешном интервенцијом на страни Севера у корејском рату. Упркос спољним проблемима, прве године Маове власти су остале забележене као период стабилности незабележене од времена опијумског рата. Уведене су бројне друштвене реформе којима је побољшан положај сељака, али и жена.
Истовремено су покренути политички покрети и класне борбе широм земље. Антидесничарска кампања 1957–1958. знатно је ограничила демократију у Кини, током које је прогањано најмање 550.000 људи, од којих су већина били интелектуалци и политички дисиденти. Након кампање, Кина је постала де факто једнопартијска држава. Други велики политички покрети 1950-их укључивали су кампање Потискивање контрареволуционара, кампање три против и пет против и Суфан покрет, од којих је сваки резултирао великим бројем смртних случајева широм земље.

### Велики скок напред
Мао је веровао да ће социјализам на крају тријумфовати над свим другим идеологијама, а након Првог петогодишњег плана заснованог на централно контролисаној економији у совјетском стилу, Мао је преузео амбициозни пројекат Великог скока напред 1958. године, чиме је започео процес без преседана, колективизацију у сеоским срединама (Народна комуна). Мао је позвао на коришћење комунално организованих топионица гвожђа да би се повећала производња челика, одвлачећи раднике од пољопривредне радне снаге до те мере да су велике количине усева иструлеле без жетве. Мао је одлучио да настави да заговара ове топионице упркос посети фабрици челика која му је доказала да се висококвалитетни челик може производити само у фабрици. Мислио је да ће завршетак програма умањити ентузијазам сељака за његову политичку мобилизацију. Велики скок напред је напослетку довео до неминовне глади од које је умрло најмање 20,000,000 Кинеза.
До краја 1961. године стопа наталитета је била скоро преполовљена због неухрањености. Године 1958. избио је Сунхуа устанак, а 1959. је избио велики устанак у Тибету, који је резултирао смрћу десетина хиљада Тибетанаца, а Далај Лама је након тога отишао у егзил. Маов неуспех са Скоком смањио је његову моћ у влади, чије су административне дужности пале на председника Љу Шаоција и Денг Сјаопинга, посебно након Конференције седам хиљада кадрова почетком 1962. Борба за власт између Мао Цедунга и Љу Шаочија заједно са Денг Сјаопингом почела је после 1962. године. Мао је 1963. покренуо Покрет социјалистичког образовања, који је трајао до 1965. године.
Много успешнији је био програм „Две бомбе, један сателит“, покренут 1958. године, уз помоћ Москве. Користио је водеће научнике који су се вратили у континенталну Кину из иностранства, укључујући Ћјан Сјуесена, Денг Ћашана и Сјан Сенченга. Прва кинеска атомска бомба, нуклеарни пројектил, хидрогенска бомба и вештачки сателит су успешно развијени до 1970. Међутим, на програм су озбиљно утицали Велики скок и културна револуција.

### Културна револуција
Мао је 1960-их свој ауторитет настојао побољшати покретањем знамените Културне револуције 1966. која је представљала још једну велику чистку "реакционарних" елемената, и која је имала тешке кадровске последице по Кину.
Године 1963. Мао је покренуо социјалистички образовни покрет, који се сматра претечом Културне револуције. Да би наметнуо социјалистичку ортодоксију и ослободио Кину „старих елемената“, а да истовремено служи одређеним политичким циљевима, Мао је започео знамениту Културну револуцију у мају 1966. године, покушавајући да побољшати свој ауторитет и врати се у центар политичке моћи у Кини. Кампања је била далекосежна у свим аспектима кинеског живота. Процењени број смртних случајева креће се од стотина хиљада до 20.000.000. Масакри су се дешавали широм земље, а Црвена гарда је терорисала улице јер су многи обични грађани сматрани контрареволуционарима; образовање и јавни превоз су скоро потпуно заустављени; свакодневни живот укључивао је извикивање слогана и рецитовање Маових цитата; многи истакнути политички лидери, укључујући Љу Шаоћија и Денг Сјаопинга, денунцирани су и сматрани су "капиталистичким путницима". Кампања се неће у потпуности завршити све до смрти Мао Цедунга и хапшења Групе четворице 1976. године. Други устав Кине, познат као „Устав из 1975.“, донет је 1975. током Културне револуције.

### Дипломатски односи 1950−их и 1960−их
Примарна спољна политика НР Кине је била да добије дипломатско признање у суочавању са јаким америчким противљењем.
Бандуншка конференција 1955. године, на којој је премијер Џоу Енлај предводио кинеску делегацију, била је важна прекретница за кинеске спољне односе.   Кина је развила своје спољне односе са многим новим независним и ускоро независним земљама. Кинеских Пет принципа мирне коегзистенције уграђено је у десет принципа Бандунга. 
Године 1964. тензије између Вашингтона и Париза омогућиле су Француској да отвори односе.
Индија је 1950. године постала једна од првих земаља која је признала Народну Републику Кину и успоставила формалне дипломатске односе. Међутим, Индија је имала блиске везе са СССР-ом и 1962. године, једномесечни кинеско-индијски рат и такође једномесечни Други кинеско-индијски рат 1967. избили су дуж њихове удаљене границе. Од тада су с времена на време распламсале граничне тензије.
Пекинг је био веома задовољан што је успех Совјетског Савеза у свемирској трци. Лансирање Спутњика показало да је међународни комунистички покрет ухватио корак са Американцима у високој технологији. Мао је претпоставио да Совјети сада имају војну предност и да би требало да појачају Хладни рат; Никита Хрушчов је знао да су Американци далеко испред у војном коришћењу свемира. Напетости су се умножавале, брзо постајући мртво слово на папиру савеза из 1950. године, уништавајући јединство социјалистичког блока што је утицало на светску равнотежу снага. Раскол је почео програмом дестаљинизације Никите Хрушчова. То је разбеснело Маоа, који се дивио Стаљину. Москва и Пекинг су постали светски ривали, приморавајући комунистичке партије широм света да заузму страну; многи од њих су се поделили, тако да су се просовјетски комунисти борили против прокинеских комуниста за локалну контролу над левичарским снагама у већем делу света.
Москва је била дубоко огорчена, посебно зато што је потрошила велике количине на снабдевање Кине високом технологијом – укључујући и неке нуклеарне вештине. Москва је повукла своје животно потребне техничаре и економску и војну помоћ. Хрушчов је био све грубљи и неумеренији исмевајући Кину и Мао Цедунга и комунистичкој и међународној публици. Пекинг је кроз своју званичну пропагандну мрежу одговорио одбацивањем полагања права Москве на Лењиново наслеђе. Пекинг је инсистирао да је то прави наследник велике лењинистичке традиције. На једном великом скупу комунистичких партија, Хрушчов је лично напао Маоа као ултра левичара – левичарског ревизиониста – и упоредио га са Стаљином због опасног егоизма. Сукоб је сада измакао контроли и све више се водио у 81 комунистичкој партији широм света. До коначног подела дошло је у јулу 1963. године, након што је 50.000 избеглица побегло из Синђијанга у западној Кини на совјетску територију како би избегли прогон. Кина је исмевала руску неспособност у Кубанској ракетној кризи 1962. године као авантуризам на почетку и капитулационизам који је завршио на страни губитника. Москва је сада све више давала приоритет пријатељским односима и споразумима о забрани тестирања са Сједињеним Државама и Уједињеним Краљевством.
Кинеско-совјетски раскол 1963, који је две земље довео до мањег оружаног сукоба 1969. и страха од нуклеарног рата, је, пак, потакао политику рапрочмента са САД, која је започела са председником Никсоном почетком 1970-их. Врхунац те политике била је Никсонова посета Кини 1972. године.
Мао Цедунг и Комунистичка партија Кине су такође извозили идеологију социјализма и социјалистичке револуције у друге делове света, посебно у југоисточну Азију, где су се водили ратови у Вијетнаму, Лаосу, Камбоџи, те комунистичке побуне у Бурми и Малезији. Под утицајем и подршке Маоа и КП Кине, Пол Пот и Црвени Кмери извели су геноцид у Камбоџи током којег је убијено 1,5-2 милиона људи за само три године. Доминација радикалних левичара у кинеској власти је прекинута Маовом смрћу 1976. када су на власт дошли умерени левичари на челу са Хуа Гуофенгом и Денг Сјаопингом.

## Ера Денг Сјаопинга
Смрт Мао Цедунга је била праћена борбом за моћ између Групе четворице, Хуа Гуофенга, и на крају Денг Сјаопинга. Трећи устав Кине, познат као „Устав из 1978.“, донет је 1978. под Хуиним „Два шта год“.
У децембру 1978, уз подршку Је Ђанјинга и других високих званичника, Денг је на крају заменио Хуа и постао врховни вођа Кине током 3. пленарне седнице 11. Централног комитета КПК. Денгови савезници као што су Ху Јаобанг и Џао Цијанг такође су добили унапређења.
Денг је успео да маргинализује Хуа Гуофенга, који је настојао у Кини увести реални социјализам совјетског типа. Уместо тога Денг је започео програм радикалних економских реформи, користећи као аргумент кинеско технолошко заостајање, које је између осталога, постало видљиво и у кинеско-вијетнамском рату 1979. године.
На трећем пленуму Централног комитета једанаестог националног партијског конгреса, Денг је покренуо Кину на путу реформи и отварања (改革开放 Гајге Кајфанг), политике која је почела деколективизацијом села, праћена индустријским реформама усмереним на децентрализација владиних контрола у индустријском сектору. Године 1979. Денг је нагласио циљ „четири модернизације“ и даље предложио идеју „кјаоканг“, или „умерено просперитетног друштва“. Денг је ставио нагласак на лаку индустрију као одскочну даску за развој тешке индустрије. Постигнућа Ли Гуангјаоа у стварању економске суперсиле у Сингапуру имала су дубок утицај на комунистичко руководство у Кини. Лидери у Кини уложили су велике напоре, посебно под Денг Сјаопингом, да опонашају његову политику економског раста, предузетништва и суптилног сузбијања неслагања. Током година, више од 22.000 кинеских званичника је послато у Сингапур да проуче његове методе.
Денг је заговарао идеју специјалних економских зона (СЕЗ), укључујући Шенџен, Џухај и Сјамен, области у које би страним инвестицијама било дозвољено да приливају без строгих владиних ограничења и прописа, по принципу капиталистичког система. 31. јануара 1979. основана је Шекоу индустријска зона у Шенџену, поставши прва експериментална зона у Кини која се „отворила“. Под вођством Јуан Генга постепено се формирао „Шекоу модел“ развоја, оличен у његовом чувеном слогану „Време је новац, ефикасност је живот“, који се потом широко проширио на друге делове Кине. У јануару 1984. Денг Сјаопинг је направио своју прву инспекцијску турнеју у Шенџену и Џухају, препознајући „Шенџен брзину“ развоја као и успех специјалних економских зона. Уз помоћ Јуан Генга, прва акционарска комерцијална банка у Кини – Кинеска трговачка банка – и прва акционарска осигуравајућа компанија у Кини – Пинг Ан Осигурање – су основане у Шекоуу. У мају 1984. четрнаест приобалних градова у Кини, укључујући Шангај, Гуангџоу и Тиањин, названо је „Отворени обални градови (沿海开放城市)“.
Денгов је приступ, с једне стране, инсистирао на постепеној економској либерализацији - па су тако у Кину уведени слободно тржиште и неки аспекти капитализма - док је, са друге стране, задржан ауторитарни једнопартијски систем и политичка репресија, захваљујући којој су се проводиле и неке непопуларне реформе, попут политике једног детета којој је циљ био смањити будући демографски притисак и уз њега везане социјалне и политичке тензије.

### Дипломатски односи 1970−их и 1980−их
1. јануара 1979. Народна Република Кина је званично успоставила дипломатске односе са Сједињеним Државама. Јануара 1979. Денг Сјаопинг је посетио Сједињене Америчке Државе, што је била прва званична посета једног главног вође Кине Сједињеним Државама.  Исте године, Кинески олимпијски комитет за НР Кину је признат од стране Међународног олимпијског комитета. По савету Ли Гуангјаоа, Денг Сјаопинг је пристао да додатно отвори земљу и престане да извози комунистичке идеологије и револуције у друге земље попут Маоа, а одлуке су значајно унапредиле односе између Кине и многих земаља, посебно оних на југоистоку Азије.
1984. године, Сју Хајфенг, стрелац из пиштоља, освојио је прву златну олимпијску медаљу за Кину на Летњим олимпијским играма 1984. у Лос Анђелесу. Исте године, Кина и Уједињено Краљевство потписале су Заједничку кинеско-британску декларацију, у којој се наводи да ће суверенитет и административно управљање Хонгконгом бити враћени Кини 1. јула 1997. под оквиром „једна земља, два система”. Кина и Португалија су 1987. године потписале Заједничку декларацију о питању Макаоа, у којој се наводи да ће суверенитет и административно управљање Макаом бити враћени Кини 20. децембра 1999, поново у оквиру „једна земља, два система“.
Године 1989. односи између Кине и Совјетског Савеза су се вратили у нормалу по први пут од кинеско-совјетског раскола 1950-их. Михаил Горбачов, тадашњи генерални секретар Комунистичке партије Совјетског Савеза, посетио је Пекинг и састао се са Денг Сјаопингом током кинеско-совјетског самита, који је одржан усред протеста на Тргу Тјенанмен.
После протеста и масакра на Тргу Тјенанмен 1989. године, Кина се суочила са снажном реакцијом западних земаља. Њихово брутално и крваво гушење је изазвало велики одијум према НР Кини у међународној јавности. Денг је, као одговор, осмислио нових сет дипломатских стратегија за Кину, које су резимиране као „сакриј своју снагу, чекај своје време, никад не преузимај вођство“. 1980-их и раних 1990-их, Народна Република Кина је наставила да успоставља формалне дипломатске односе са низом земаља као што су Уједињени Арапски Емирати (1984), Катар (1988), Саудијска Арабија (1990), Сингапур (1990), Израел (1992) и Јужна Кореја (1992).

## Ђанг Цемин и трећа генерација (1989–2002)
Након протеста и масакра на Тргу Тјенанмен 1989, Денг Сјаопинг се повукао из јавности. Моћ је прешла на трећу генерацију руководства на челу са Ђанг Цемином, који је словљен као њено „језгро“. Међутим, због масакра на Тјенанмену, програм реформи и отварања ррема свету стагнирао је почетком 1990-их, а Ђанг, подржан од левичарских конзервативаца, није чинио довољно да настави реформе.
У пролеће 1992. Денг је направио своју чувену турнеју по јужној Кини, која се сматра критичном тачком у историји модерне Кине јер је спасила кинеску економску реформу, као и тржиште капитала (Шангајска берза и Шенџенска берза), и сачувала стабилност друштва. Ђанг је на крају стао на страну Денга и јавно подржао програм реформи и отварања. Конзервативни Ли Пенг је био премијер Кине до 1998. године, када се реформиста Џу Ђунгци успео као нови премијер.
Економски раст је достигао одрживу високу стопу до средине 1990-их. Макроекономске реформе Ђанг Цемина унапредиле су Денгову визију „социјализма са кинеским карактеристикама“. Ђанг је ставио велики нагласак на научни и технолошки напредак у областима као што је истраживање свемира. У исто време, у Ђанговом периоду дошло је до континуираног пораста друштвене корупције у свим областима живота. Незапосленост је нагло порасла јер су непрофитабилна државна предузећа (СОЕ) затворена како би се направило места за конкурентније подухвате унутар Кине и у иностранству. Лоше опремљен систем социјалне заштите стављен је на озбиљан испит.[138] Ђанг је 2000. године предложио своју идеологију „Три представника“, коју је ратификовала Комунистичка партија Кине на Шеснаестом партијском конгресу 2002. године.
Истовремено, економска политика премијера Џу Ђунгција одржала је кинеску економију снажном током азијске финансијске кризе. Економски раст је у просеку износио 8% годишње, померен поплавама реке Јангце 1998. године. Животни стандард се значајно побољшао, иако је створен велики јаз у богатству између градова и села, пошто је Кина поново видела појаву средње класе. Неједнакост у богатству између источних приобалних региона и западног залеђа наставила је да се повећава из дана у дан, што је подстакло владине програме да „развијају Запад“, преузимајући амбициозне пројекте као што је пруга Ћингај-Тибет. Међутим, распрострањена корупција се наставила упркос антикорупцијској кампањи премијера Жуа која је погубила многе званичнике. Процењује се да је само корупција износила од 10 до 20 процената кинеског БДП-а.
Да би се одржала повећана потрошња електричне енергије, изграђена је брана Три клисуре, која је привукла присталице и широке критике. Загађење животне средине постало је веома озбиљан проблем пошто је Пекинг често био погођен пешчаним олујама као последица дезертификације.
Деведесетих година прошлог века покренути су Пројекат 211 и Пројекат 985 за високо образовање у Кини.
Године 1997. је НР Кина од Британаца преузела Хонгконг, а од Португалије 1999. Макао.

## Ху Ђинтао и четврта генерација (2002–2012)
Ху Ђинтао је наследио место генералног секретара Комунистичке партије Кине у новембру 2002. године. У марту 2003. Ху Ђинтао је постао 6. председник Народне Републике Кине, а Вен Ђабао је постао премијер Кине. У септембру 2004. Ху Ђинтао је постао председник Централне војне комисије.
Економија је наставила да расте двоцифреним бројем пошто је развој руралних подручја постао главни фокус владине политике. Године 2010. Кина је претекла Јапан као друга по величини светска економија. Тврдња о научној перспективи за стварање социјалистичког хармоничног друштва била је у фокусу администрације Ху Ђинтаоа и Вен Ђабаоа, пошто су неки ексцеси из доба Ђанг Цемина полако преокренути. Крајем 2002. године почео је да се гради пројекат преноса воде југ-север.
У постепеним корацима ка консолидацији своје моћи, Ху Ђинтао је сменио секретара Шангајске партије Чен Љангјуа и друге потенцијалне политичке противнике усред борбе против корупције и текуће борбе против некада моћне шангајске клике. Конкретно, 2012. инцидент Ванг Лијун и скандал са Бо Силајем су добили широку пажњу и медијско покривање.
Континуирани економски раст земље, као и њен статус спортске моћи, стекли су Кини право да буде домаћин Летњих олимпијских игара 2008. Међутим, ово је такође ставило Ху Ђинтаову администрацију под интензивнију пажњу. Док се за Олимпијске игре 2008. обично сматрало да су изнеле позитиван имиџ Народне Републике Кине на светској сцени, у светлу протеста на Тибету у марту 2008. влада је била под строгим надзором. Олимпијска бакља је на путу дочекана протестима. Унутар земље, ове реакције су наишле на ватрени талас национализма са оптужбама за западну пристрасност према Кини.
Наставак економског раста током светске финансијске кризе која је започела у Сједињеним Државама и спутала светску економију повећао је поверење Кине у њен модел развоја и уверио елите да се глобални однос снага мења.  По кинеском мишљењу, узрок кризе је била „неприкладна макроекономска политика“ западних земаља и „неодрживи начини развоја“. Када су се западне земље приближиле финансијској катастрофи, Кина је створила кредит за потрошњу на инфраструктуру. Ово је помогло стабилизацији глобалне економије и такође је пружило прилику Кини да преопреми сопствену инфраструктуру. Кина је повећала свој положај одговорног глобалног актера током кризе.
У међувремену, између 2002. и 2012. године десио се низ научних напретка и открића, од којих су многи потекли из Програма 863. Кина је 2003. године успешно послала астронаута Јанг Ливеја у свемир преко програма Шенџоу 5, поставши трећа земља на свету која је то учинила независно после Сједињених Држава и Совјетског Савеза. Године 2010. распоређен је Ђаолонг, кинеска подморница за истраживање дубоког мора са посадом. 2011–2012, БеиДоу-2, кинески сателитски навигациони систем, почео је са радом. 2011. године успешно је лансиран Тјангонг-1, први прототип свемирске станице Кине. У марту 2012, резултати експеримента са неутринима у реактору Даја Бај у Шенџену задобили су међународну пажњу. У октобру 2012. Мо Јан је постао први кинески држављанин (копнена Кина) који је добио Нобелову награду за књижевност.

## Си Ђинпинг и пета генерација (2012–данас)
Си Ђинпинг је 15. новембра 2012. постао генерални секретар Комунистичке партије Кине и председник Централне војне комисије, две најмоћније функције. Дана 14. марта 2013. постао је 7. председник Кине. Ли Кећанг је постао премијер Кине у марту 2013. године.
У октобру 2022. Си Ђинпинг је поново изабран за генералног секретара Комунистичке партије Кине за трећи мандат врховног лидера који је прекинуо преседан након смрти Мао Цедунга.
Масивна, дугорочна антикорупциона кампања изведена је под Си Ђинпингом од 2012. године, као што су чланови Ђанг фракције, укључујући старије партијске лидере Џоу Јонгканга, Гуо Босјонга и Сју Цајхоуа.
У марту 2018. Национални народни конгрес усвојио је сет уставних амандмана, укључујући уклањање ограничења мандата за председника и потпредседника, стварање Националне надзорне комисије, као и јачање централне улоге Комунистичке партије. Дана 17. марта 2018, кинеско законодавство је поново именовало Си Ђинпинга за председника, сада без ограничења мандата. Како преноси Фајненшел тајмс, Си Ђинпинг је на састанцима са кинеским званичницима и страним угледницима изнео своје ставове о уставним амандманима. Си Ђинпинг је ту одлуку објаснио у смислу потребе за усклађивањем два моћнија места – генералног секретара Комунистичке партије Кине и председника Централне војне комисије, која немају ограничења мандата. Међутим, Си Ђинпинг није рекао да ли намерава да буде генерални секретар партије, председник ЦВК-а и председник државе у три или више мандата.
С друге стране, догодио се низ научних достигнућа. Године 2013. Јуту ровер је успешно распоређен на Месец након што је лендер Чанг'е 3 слетео на Месец. Године 2015. Ту Јоујоу је постала прва кинеска држављанка (копнена Кина) која је добила Нобелову награду за физиологију или медицину. У децембру 2015. године успешно је лансиран Истраживач тамних честица, прва кинеска свемирска опсерваторија. Свемирска лабораторија Тјангонг-2 успешно је лансирана 2016. године, а исте године је изграђен сферични телескоп са отвором од пет стотина метара (ФАСТ) у Гуиџоуу. Године 2018, мост Хонгконг-Џухај-Макао, најдужи мост преко мора, био је отворен за јавност.